# Tel Aviv Pioneers 2021-2022
Questa voce raccoglie le informazioni riguardanti i Tel Aviv Pioneers nelle competizioni ufficiali della stagione 2021-2022.

## Israel Football League 2021-2022

### Stagione regolare
| Tel Aviv 3 febbraio 2022, ore 21:30 1ª giornata | Tel Aviv Pioneers | 12 – 14 | Jerusalem Lions |  |

| Bet Shemesh 12 febbraio 2022, ore 20:00 2ª giornata | Beit Shemesh Rebels | 52 – 56 | Tel Aviv Pioneers |  |

| Gerusalemme 24 febbraio 2022, ore 20:00 4ª giornata | Tel Aviv Pioneers | 32 – 48 | Carmel Dogs | Kraft Sports Campus |

| Mazkeret Batya 4 marzo 2022, ore 9:00 5ª giornata | Mazkeret Batya Silverbacks | 0 – 1 (a tavolino) | Tel Aviv Pioneers |  |

| Petah Tiqwa 25 marzo 2022 Recupero della 6ª giornata | Petah Tikva Troopers | 0 – 28 | Tel Aviv Pioneers | Stadio HaMoshava |

| Petah Tiqwa 31 marzo 2022, ore 21:00 9ª giornata | Petah Tikva Troopers | 14 – 28 | Tel Aviv Pioneers | Stadio HaMoshava |

| Tel Aviv 7 aprile 2022, ore 21:30 10ª giornata | Tel Aviv Pioneers | 30 – 44 | Ramat HaSharon Hammers |  |

| Gerusalemme 28 aprile 2022, ore 20:00 12ª giornata | Beit Shemesh Rebels | 44 – 60 | Tel Aviv Pioneers | Kraft Sports Campus |

| Netanya 6 maggio 2022, ore 10:00 13ª giornata | Carmel Dogs | 21 – 6 | Tel Aviv Pioneers | Istituto Wingate |

| Gerusalemme 12 maggio 2022, ore 19:30 14ª giornata | Jerusalem Lions | 14 – 38 | Tel Aviv Pioneers | Kraft Sports Campus |

### Playoff
| 10 giugno 2022 Semifinale | Carmel Dogs | 14 – 31 | Tel Aviv Pioneers |  |

| Gerusalemme 23 giugno 2022, ore 18:15 XV Israel Bowl | Ramat HaSharon Hammers | 18 – 14 | Tel Aviv Pioneers | Kraft Sports Campus |

### Statistiche di squadra
| Competizione      | %Vittorie | In casa | In casa | In casa | In casa | In casa | In casa | In trasferta | In trasferta | In trasferta | In trasferta | In trasferta | In trasferta | Totale | Totale | Totale | Totale | Totale | Totale |
| Competizione      | %Vittorie | G       | V       | N       | P       | Pf      | Ps      | G            | V            | N            | P            | Pf           | Ps           | G      | V      | N      | P      | Pf     | Ps     |
| ----------------- | --------- | ------- | ------- | ------- | ------- | ------- | ------- | ------------ | ------------ | ------------ | ------------ | ------------ | ------------ | ------ | ------ | ------ | ------ | ------ | ------ |
| Stagione regolare | .600      | 3       | 0       | 0       | 3       | 74      | 106     | 7            | 6            | 0            | 1            | 217          | 145          | 10     | 6      | 0      | 4      | 291    | 251    |
| Playoff           | .500      | 0       | 0       | 0       | 0       | 0       | 0       | 2            | 1            | 0            | 1            | 45           | 32           | 2      | 1      | 0      | 1      | 45     | 32     |
| Totale            | .583      | 3       | 0       | 0       | 3       | 74      | 106     | 6            | 5            | 0            | 1            | 262          | 177          | 12     | 7      | 0      | 5      | 336    | 283    |